# Kriegsgräberstätte Orglandes
Die Kriegsgräberstätte Orglandes ist ein deutscher Friedhof des Zweiten Weltkriegs in der Normandie, Frankreich
auf der Halbinsel Cotentin am nördlichen Rand des Dorfes Orglandes im Departement Manche, etwa 30 km südöstlich von Cherbourg und 7 km westlich von Sainte-Mère-Église. Im Sommer 1944 sowie unmittelbar nach dem D-Day am 6. Juni 1944 und der folgenden Schlacht in der Normandie wurden die ersten Gräber angelegt. Mit 10.152 Gräbern ist er der zweitkleinste der sechs deutschen Soldatenfriedhöfe in der Normandie. Der Friedhof wird vom Volksbund Deutsche Kriegsgräberfürsorge ehrenamtlich gepflegt und verwaltet.

## Geschichte
Nach der Landung in der Normandie am 6. Juni 1944 (D-Day) zielten die Alliierten in Richtung der Hafenstadt Cherbourg. Nahe dem Dorf Orglandes wurden alliierte und deutsche gefallene Soldaten beigesetzt. Nach Kriegsende wurden die hier bestatteten alliierten – überwiegend US-amerikanischen – Soldaten auf den alliierten Soldatenfriedhof nach Saint Laurent-sur-Mer, am ehemaligen Strandabschnitt „Omaha Beach“ umgebettet. Es verblieben 7.358 deutsche Gräber. Die freigewordene Fläche wurde mit weiteren deutschen Gefallenen belegt, die aus Feldgräbern und der Umgebung hierher überführt wurden. Weitere Zu- und Umbettungen erfolgten nicht. Die Gesamtzahl der in Orglandes bestatteten deutschen Soldaten beträgt 10.152.
Auf dem Soldatenfriedhof in Orglandes wurden diverse Angehörige des deutschen Fallschirmjägerregiments 6 bestattet, welches zum Zeitpunkt der alliierten Invasion in der Gegend eingesetzt und von Major von der Heydte kommandiert wurde.

## Gestaltung

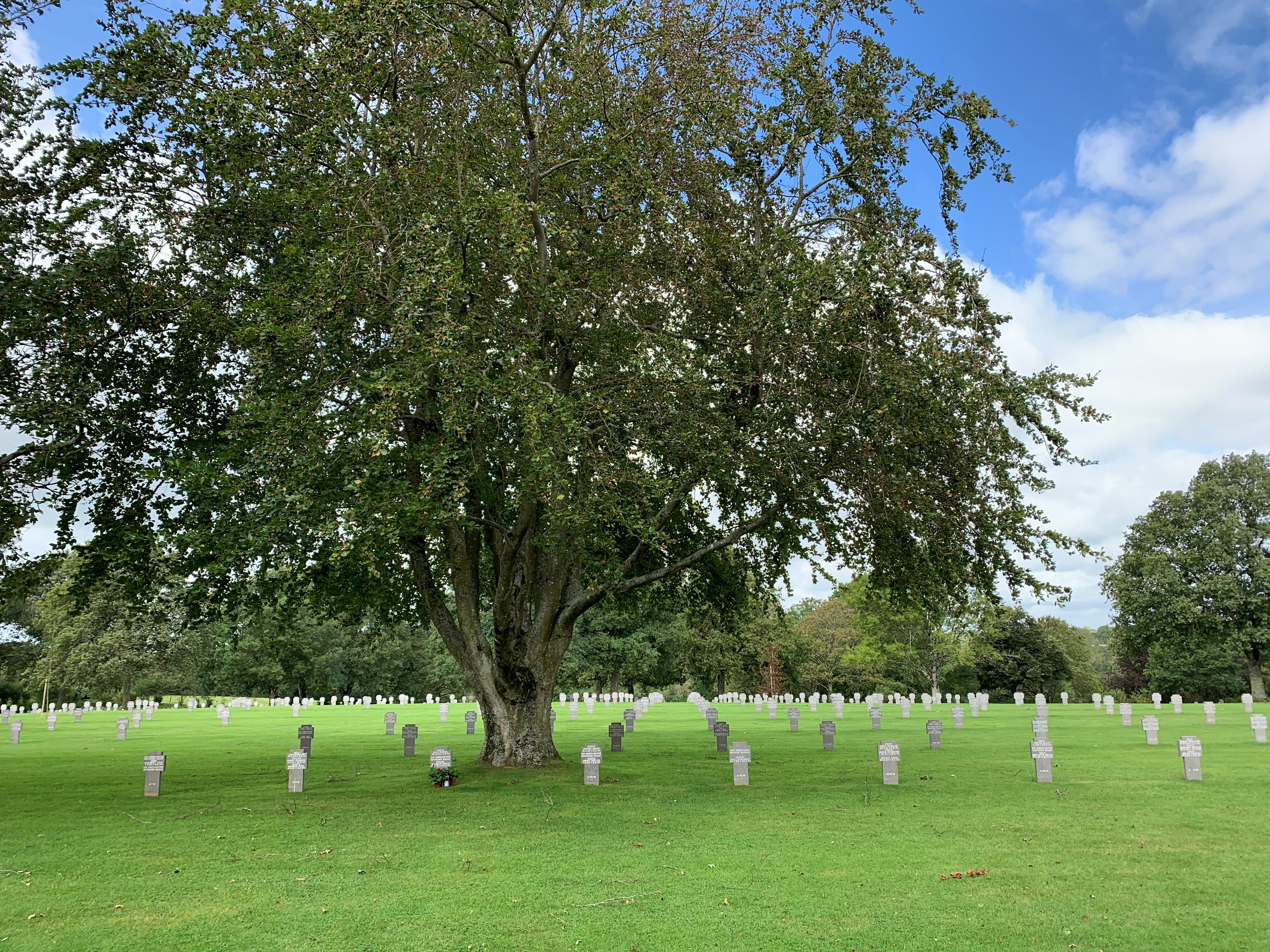
Soldatenfriedhof Orglandes Grabfeld

1954 wurde zwischen der damaligen deutschen Bundesregierung und der Regierung der französischen Republik im Rahmen des Kriegsgräberabkommens beschlossen, dass die Kriegsgräberstätte in Orglandes ein deutscher Soldatenfriedhof werden solle. Die gärtnerischen und baulichen Arbeiten des Volksbundes begannen im Jahr 1958.
Der Friedhof am nördlichen Rand des Dorfes Orglandes ist von einem Erdwall und einem alten Eichenbestand umsäumt und in die grünen Wiesen der normannischen Landschaft eingebettet. Der Zugang zum Soldatenfriedhof erfolgt durch einen kapellenartigen Bau mit einem 15 m hohen Turm. Im Eingangsbereich befinden sich zum einen ein Andachtsraum sowie ein Raum mit der Gräberkartei und einem Lageplan des Soldatenfriedhofs. Das Grabfeld selbst ist als Rasenfläche angelegt. Insgesamt umfasst die Kriegsgräberstätte 28 Grabfelder, auf denen die Gräber mit Steinkreuzen gekennzeichnet sind. Die Steinkreuze tragen beidseitig die Namen von zwei bis drei Soldaten, sowie deren Dienstgrade, Geburts- und Todesdaten. Der ranghöchste hier bestattete deutsche Soldat ist Generalleutnant Wilhelm Falley. Unbekannte Soldaten sind als solche auf den Steinkreuzen bezeichnet.
Am 20. September 1961 wurde der Friedhof offiziell eingeweiht.

## Nachkriegsopfer
In Grab 420/421 (Block 27, Reihe 13) befindet sich ein Massengrab, in dem 22 deutsche kriegsgefangene Soldaten beigesetzt wurden. Sie kamen am 25. Oktober 1945 – fünf Monate nach Kriegsende – vermutlich bei einer Explosion in Asnières-en-Bessin nahe Bayeux ums Leben, die sich bei einer Minenräumung zutrug. Einer der bestatteten Kriegsgefangenen war der 24-jährige Obergefreite Werner Sorge; aufgrund seiner Todesmeldung kann auf die Explosion als Todesursache der Bestatteten zurückgeschlossen werden.

## Bilder

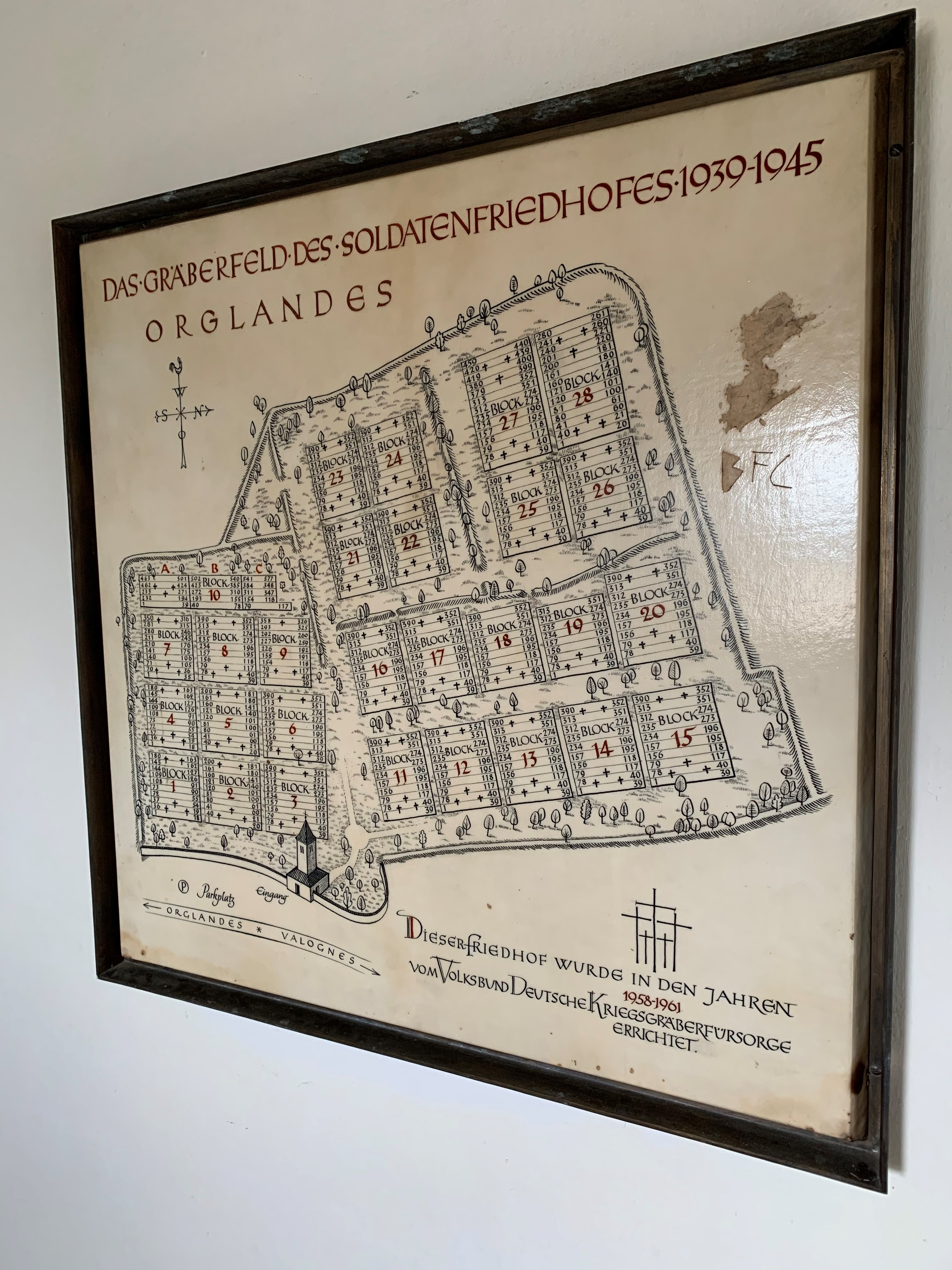
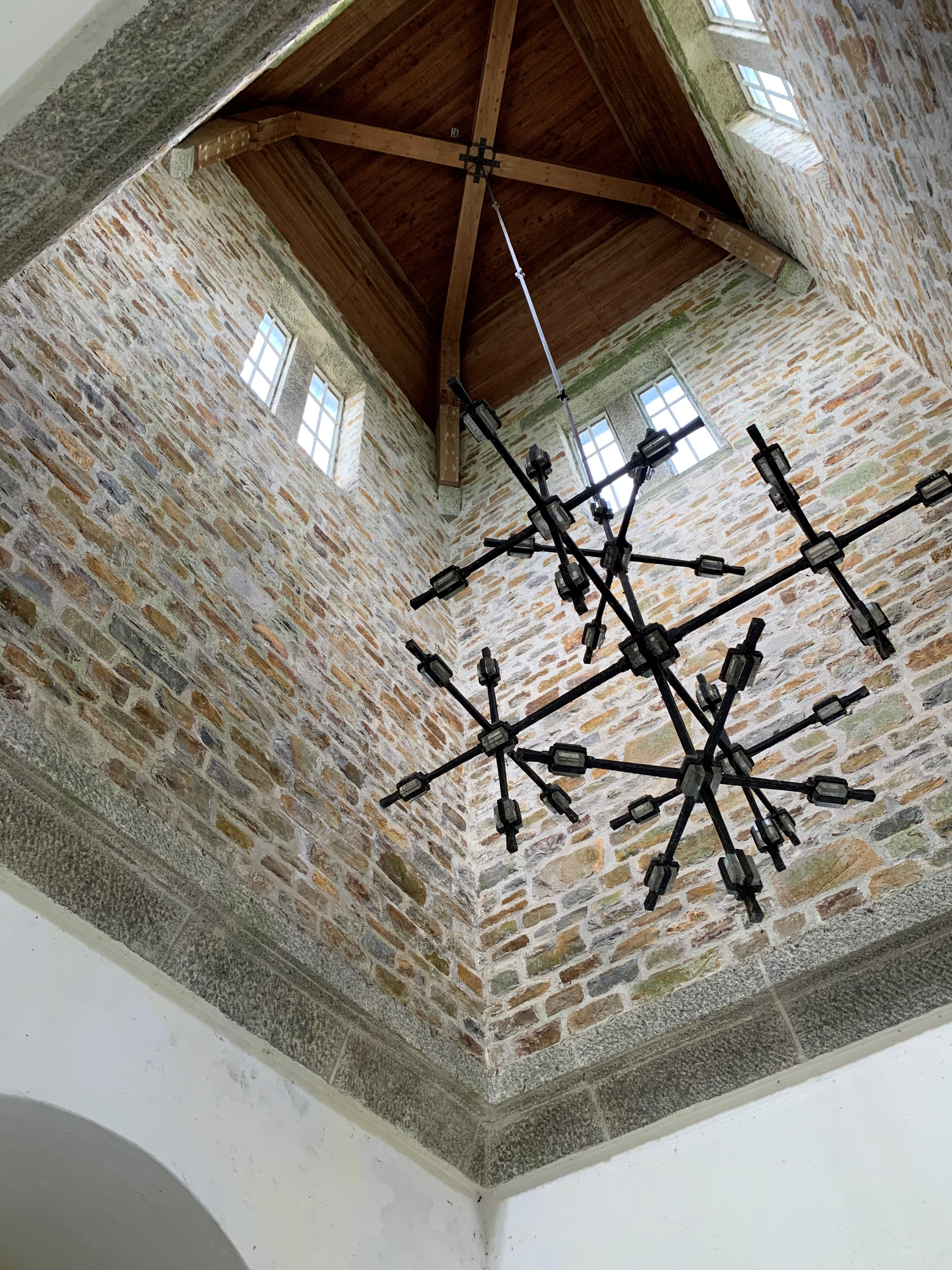
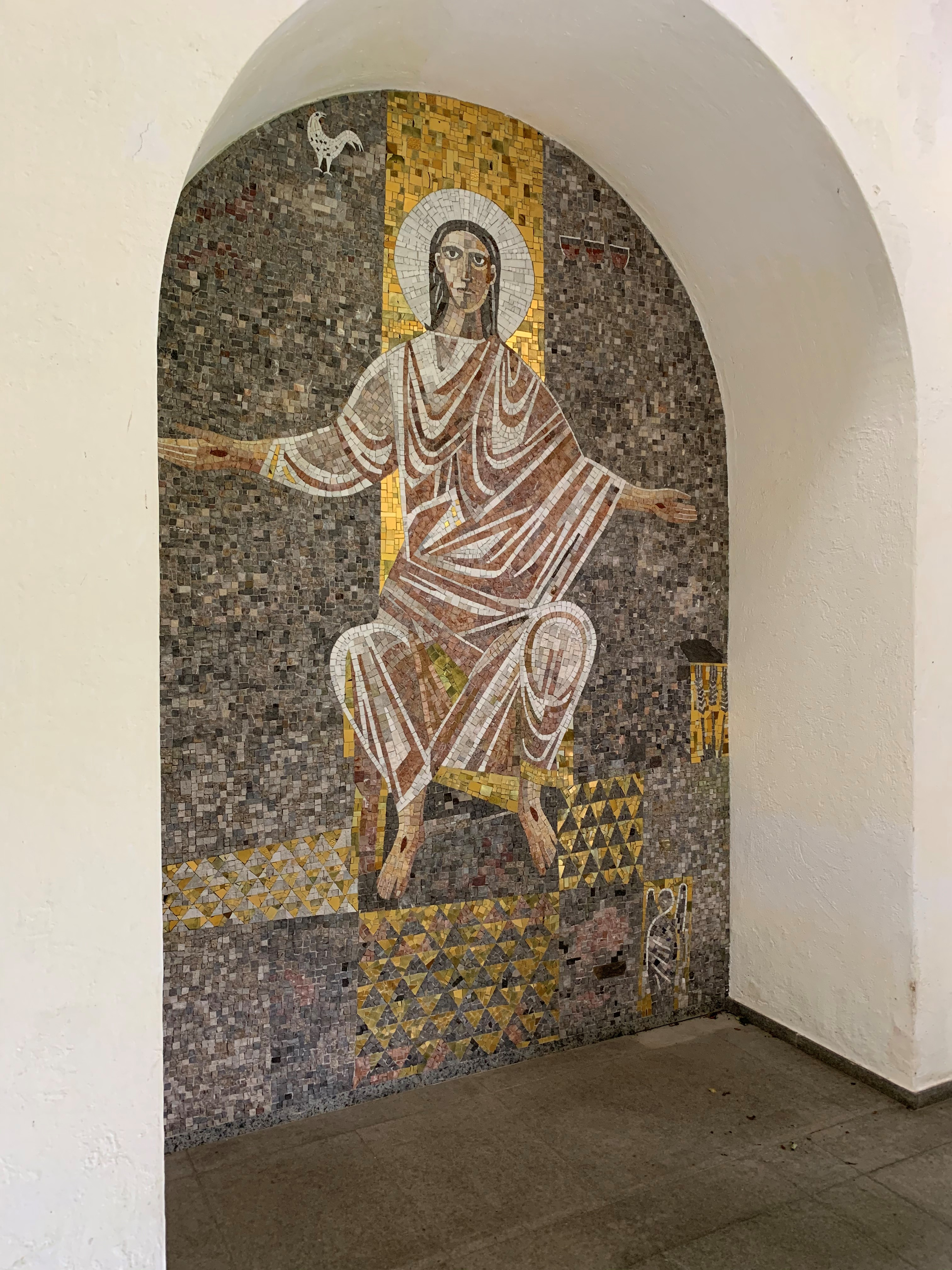
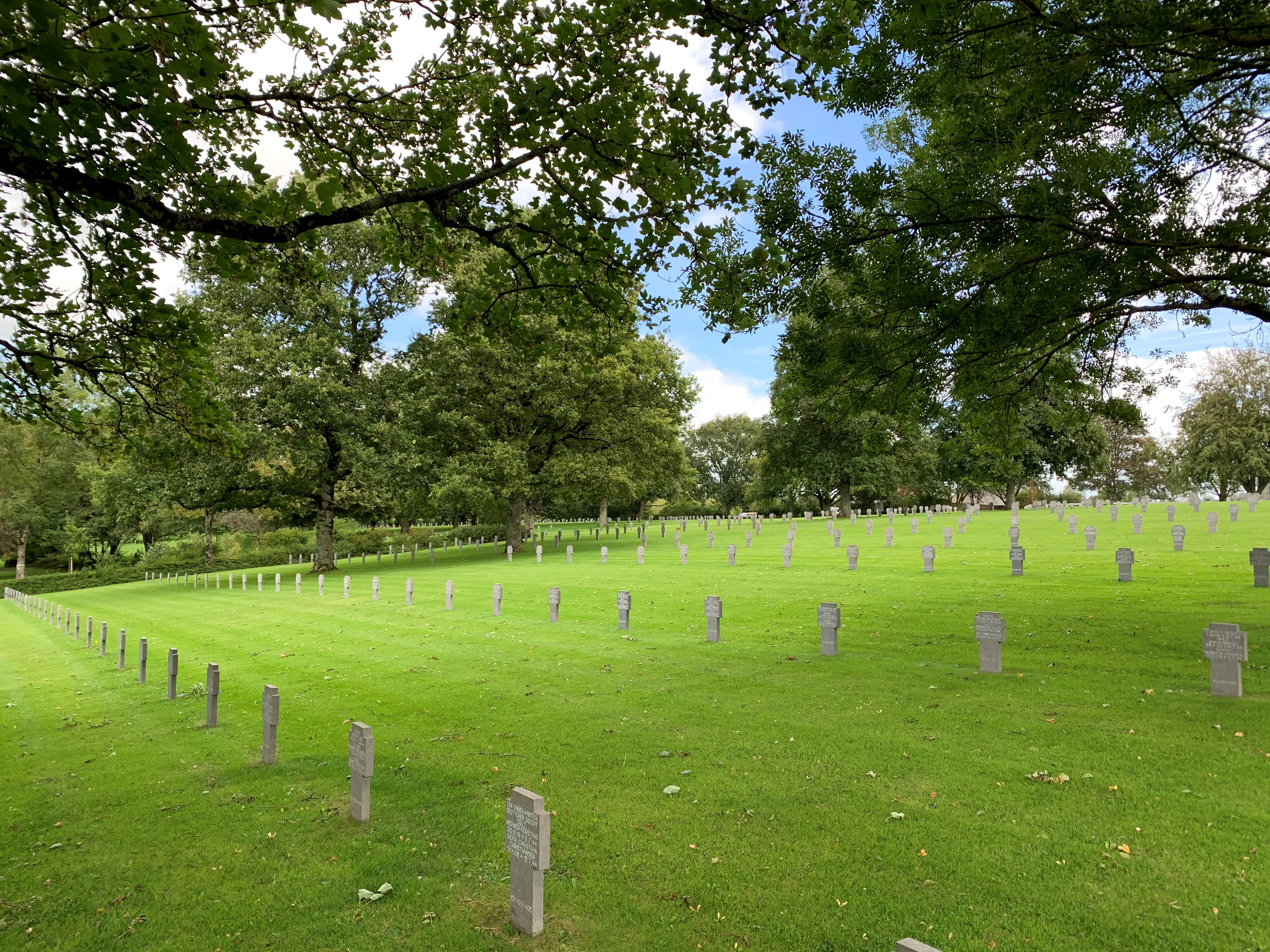
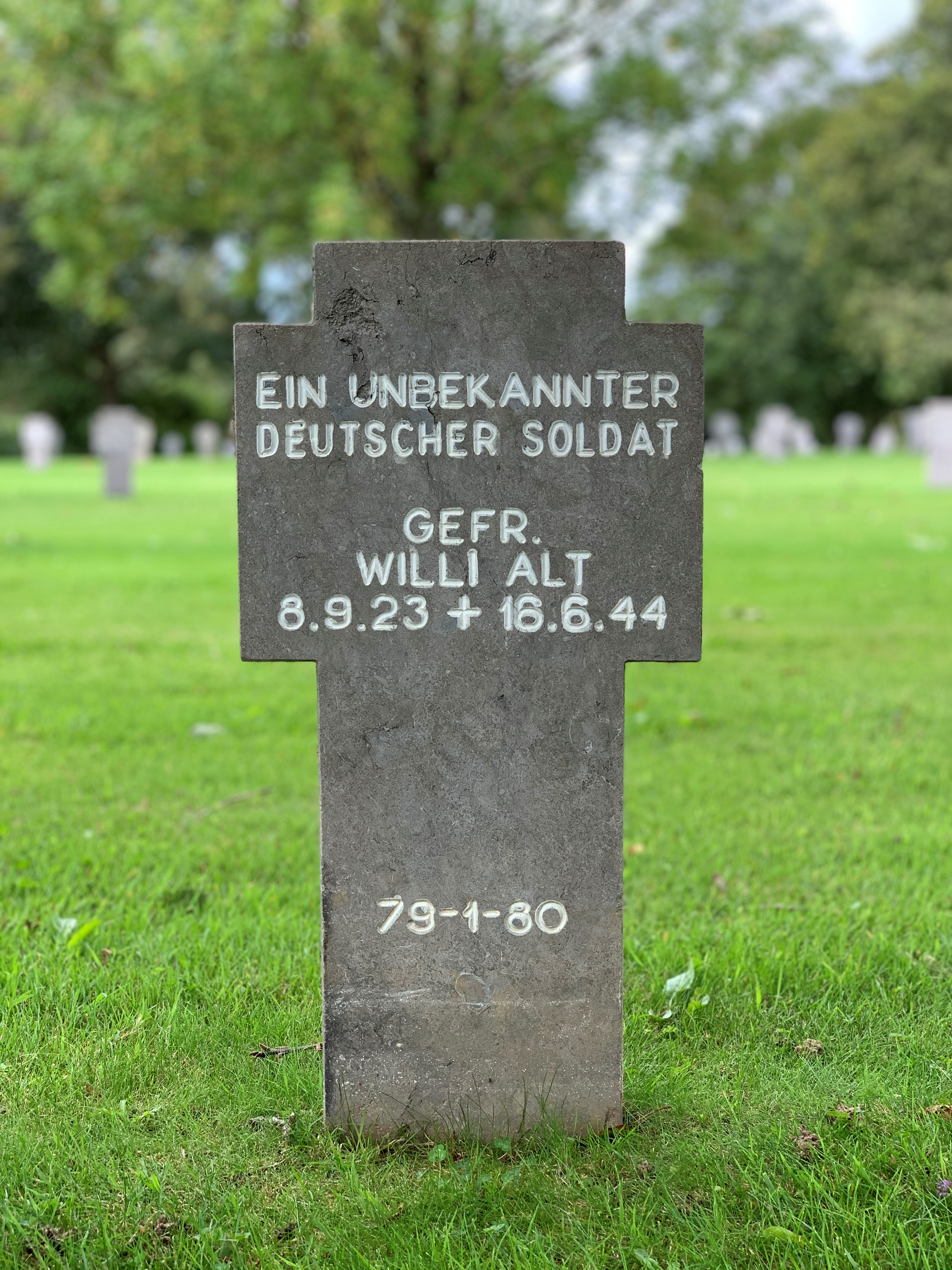